# Сорокин, Иван Семёнович
Иван Семёнович Соро́кин (9 [22] июля 1910, Старая Ерыкла, Симбирская губерния — 15 марта 1986, Ленинград) — советский художник-живописец и педагог. Лауреат Сталинской премии второй степени (1949). Член Ленинградского Союза художников.

## Биография
Сорокин Иван Семёнович родился 9 (22) июля 1910 года в селе Старая Ерыкла (ныне — в Тереньгульском районе Ульяновской области). Его отец Семён Петрович Сорокин занимался сельским хозяйством и столярным ремеслом. После окончания в 1924 сельской школы работал с отцом по столярному делу. Впервые участвовал в выставке в 1930 году в Куйбышеве. В 1932 как проявившего способности Сорокина командировали в Ленинград на подготовительные курсы при Всероссийской Академии художеств. В 1936 по окончании подготовительных курсов был переведён на первый курс живописного факультета ЛИЖСА имени И. Е. Репина. Занимался у М. Д. Бернштейна, Н. Х. Рутковского, Е. Е. Чепцова.
В январе 1942 был призван в РККА. Служил в радиополку в Бугуруслане, позднее в Горьком. По некоторым сведениям принимал участие в операциях на 1-м Белорусском и 2-м Белорусском фронтах. Старший сержант. В 1944 был откомандирован в Москву в только что образованный Музей связи Красной Армии, где окончил службу в 1945. В 1945 для Музея связи РККА написал три картины: «Герои-связисты на приёме у маршала войск связи П. Пересыпкина», «Портрет А. С. Попова, изобретателя радио», «Портрет генерала-лейтенанта Борзова». Награждён медалями «За оборону Ленинграда», «За победу над Германией».
В декабре 1945 демобилизовался и вернулся к учёбе в ЛИЖСА имени И. Е. Репина, который окончил в 1948 по батальной мастерской Р. Р. Френца с присвоением квалификации художника живописи. Дипломная работа — картина «Изобретатель радио А. С. Попов» (в других источниках указывается иное название дипломной картины — «А. С. Попов демонстрирует адмиралу С. О. Макарову первую в мире радиостанцию»). В 1949 году за свою дипломную картину «А. С. Попов демонстрирует адмиралу Макарову первую в мире радиостанцию» был удостоен Сталинской премии второй степени, что является исключительным случаем в истории советского изобразительного искусства.
В 1948—1951 работал в творческой мастерской Академии художеств СССР под руководством Б. В. Иогансона. С 1949 преподавал на кафедре живописи ЛИЖСА, с 1953 года — доцент. Постоянно участвовал в выставках с 1948 года. Писал портреты, жанровые и исторические композиции. Среди основных произведений картины «Портрет заслуженной учительницы М. Волгиной», «Портрет старого путиловца А. Фомина» (обе 1957), «В судовом комитете крейсера „Аврора“ накануне Октября» (1960), «Беседа В. И. Ленина с Гербертом Уэллсом» (1961), «Комитет бедноты за работой», «Портрет Анны Кирсановой» (1964), «Заседание Военного совета Карело-Финского фронта», «Портрет А. Воронова, народного артиста РСФСР» (1971), «Портрет художника Н. И. Андрецова» (1976) и другие.
Скончался 15 марта 1986 года в Ленинграде.
Произведения И. С. Сорокина находятся в музеях и частных собраниях в России и за рубежом.